# Smarandache–Wellin-számok
A matematika, azon belül a számelmélet területén a Smarandache–Wellin-számok olyan természetes számok, melyek adott számrendszerben az első n prímszám egymás után írásával állíthatók elő. Nevüket Florentin Smarandache-ról és Paul R. Wellinről kapták.
Tízes számrendszerben az első néhány Smarandache–Wellin-szám:
2, 23, 235, 2357, 235711, 23571113, 2357111317, 235711131719, 23571113171923, 2357111317192329, ... (A019518 sorozat az OEIS-ben).

## Smarandache–Wellin-prímek
Az olyan Smarandache–Wellin-számok, amik egyben prímszámok is, a Smarandache–Wellin-prímek. Az első három a 2, 23 és 2357 (A069151 sorozat az OEIS-ben). A negyedik 355 jegyű és 719-re végződik.
A Smarandache–Wellin-prím felírásakor legutoljára felírt prímszámok sorozata:
2, 3, 7, 719, 1033, 2297, 3037, 11927, ... (A046284 sorozat az OEIS-ben).
A Smarandache–Wellin-prímek indexei a Smarandache–Wellin-számok sorozatában:
1, 2, 4, 128, 174, 342, 435, 1429, ... (A046035 sorozat az OEIS-ben).
Az 1429-edik Smarandache–Wellin-szám egy 5719 jegyű valószínű prím, 11927-tel végződik, és Eric W. Weisstein fedezte fel 1998-ban. Ha prímnek bizonyul, ez lesz a nyolcadik Smarandache–Wellin-prím. 2009 márciusában Weisstein keresése kimutatta, hogy a következő Smarandache–Wellin-prím indexe (ha létezik) legalább 22 077.

## Smarandache-számok
A Smarandache-számok a számok egymás után írásával állnak elő 1-től n-ig. Tehát:
1, 12, 123, 1234, 12345, 123456, 1234567, 12345678, 123456789, 12345678910, 1234567891011, 123456789101112, 12345678910111213, 1234567891011121314, 123456789101112131415, ... (A007908 sorozat az OEIS-ben)

## Smarandache-prímek
A Smarandache-prímek olyan Smarandache-számok, amik egyben prímszámok is. Az első 200 000 Smarandache-szám közül azonban egyetlen prímet sem találtak. A sejtés szerint végtelen sok ilyen prímnek kell léteznie, de 2015 novemberéig egyetlen ilyet sem találtak.

## A Smarandache-számok prímtényezős felbontása
| n  | Sm(n) prímfelbontása           | n  | Sm(n) prímfelbontása                                                     |
| 1  | 1                              | 16 | 2 × 2507191691 × 1231026625769                                           |
| 2  | 2 × 3                          | 17 | 32 × 47 × 4993 × 584538396786764503                                      |
| 3  | 3 × 41                         | 18 | 2 × 32 × 97 × 88241 × 801309546900123763                                 |
| 4  | 2 × 617                        | 19 | 13 × 43 × 79 × 281 × 1193 × 833929457045867563                           |
| 5  | 3 × 5 × 823                    | 20 | 25 × 3 × 5 × 323339 × 3347983 × 2375923237887317                         |
| 6  | 26 × 3 × 643                   | 21 | 3 × 17 × 37 × 43 × 103 × 131 × 140453 × 802851238177109689               |
| 7  | 127 × 9721                     | 22 | 2 × 7 × 1427 × 3169 × 85829 × 2271991367799686681549                     |
| 8  | 2 × 32 × 47 × 14593            | 23 | 3 × 41 × 769 × 13052194181136110820214375991629                          |
| 9  | 32 × 3607 × 3803               | 24 | 2 × 3 × 7 × 978770977394515241 × 1501601205715706321                     |
| 10 | 2 × 5 × 1234567891             | 25 | 52 × 15461 × 31309647077 × 1020138683879280489689401                     |
| 11 | 3 × 7 × 13 × 67 × 107 × 630803 | 26 | 2 × 34 × 21347 × 2345807 × 982658598563 × 154870313069150249             |
| 12 | 23 × 3 × 2437 × 2110805449     | 27 | 3 × 192 × 4547 × 68891 × 40434918154163992944412000742833                |
| 13 | 113 × 125693 × 869211457       | 28 | 23 × 47 × 409 × 416603295903037 × 192699737522238137890605091            |
| 14 | 2 × 3 × 205761315168520219     | 29 | 3 × 859 × 24526282862310130729 × 19532994432886141889218213              |
| 15 | 3 × 5 × 8230452606740808761    | 30 | 2 × 3 × 5 × 13 × 49269439 × 370677592383442753 × 17333107067824345178861 |

## Általánosítások
Mivel az eredeti definíció szerint nem találtak Smarandache-prímeket, három érdekes általánosítást végeztek el:
- A legkisebb k szám, amire k darab egymást követő természetes számot egymás után írva az n-től kezdve prímet kapunk, az egyes n-ekre:

?, 1, 1, 4, 1, 2, 1, 2, 179, ?, 1, 2, 1, 4, 5, 28, 1, 3590, 1, 4, ?, ?, 1, ?, 25, 122, ?, 46, 1, ?, 1, ?, 71, 4, 569, 2, 1, 20, 5, ?, 1, 2, 1, 8, ?, ?, 1, ?, 193, 2, ?, ?, 1, ?, ?, 2, 5, 4, 1, ?, 1, 2, ?, 4, ... (A244424 sorozat az OEIS-ben)
- A legkisebb k, amire az 1, 2, 3, ..., k tízes számrendszerbeli számok egymás után írásával, de n kihagyásával prímet kapunk, az egyes n-ekre:

2, 3, 7, 9, 11, 7, 11, 1873, 19, 14513, 13, 961, ?, 653, ?, 5109, 493, 757, 29, 1313, ... (A262300 sorozat az OEIS-ben)
- A legkisebb k, amire az első k számot egymás után írva az n alapú számrendszerben prímet kapunk, az egyes n-ekre:

2, 15, 2, ?, 2, 11, 10, 3, 2, ?, 2, 5, ?, 3, 2, 13, 2, ?, ?, 3, 2, ?, 9, 7, ?, ?, 2, ?, 2, 7, ?, 3, 5, 25, 2, 323, 226, 3, 2, ?, 2, 5, ?, 3, 2, 31, 85, 7, ?, ?, 2, ?, 14, 5, ?, 3, 2, ?, 2, ?, ?, 15, 10, ?, ...